# Economie van Rusland

Ontwikkeling van de Russische economie, 1992-2013

Grootte van de Russische export volgens sector, 2019

De economie van Rusland is sinds het uiteenvallen van de Sovjet-Unie in 1991 een kapitalistische markteconomie.

## Economische geschiedenis na 1991
Na het uiteenvallen van de Sovjet-Unie stortte de economie van Rusland volledig in. De communistische partij gaf de politieke macht uit handen, en mede hierdoor kwam de economie in een vrije val. Per 1 januari 1992 liet president Boris Jeltsin de prijzen vrij in de hoop daarmee de lege winkels te vullen. De prijzen verviervoudigden van de ene op de andere dag en bleven het land lange tijd plagen. In het jaar 2000 was bijna 2 miljoen Russische roebel nodig wat in 1990 nog voor 100 roebel aangeschaft kon worden. Het spaargeld werd ook veel minder waard. Medio 1993 kregen de Russen twee weken de tijd 35.000 van hun oude roebels (circa 35 dollar) om te wisselen voor nieuwe roebels. Alles daarboven bleef op een spaarrekening voor een periode van zes maanden. Met de hoge inflatie van zo'n 2500% op jaarbasis was dit bijna niets meer waard na dat halfjaar.
De prijzen werden te vroeg vrijgelaten. Alle fabrieken en boerderijen waren nog in handen van de staat en na 70 jaar centrale economische planning was er geen bedrijfsleven dat reageerde op prijsveranderingen door de productie te verhogen. Privatisering was hiervoor de aangedragen oplossing. Dit gebeurde in drie fasen. De eerste fase was de verkoop van kleine bedrijven. Deze werden publiekelijk geveild voor weinig geld of gratis weggegeven aan de werknemers. De tweede golf was de voucherprivatisering van 1992-1994. Ieder Rus kreeg een coupon met een nominale waarde van 10.000 roebel die ingeruild kon worden tegen aandelen in een bedrijf. De derde en laatste grote golf was het leningen voor aandelen programma in 1995 en 1996. De overheid bleef een belangrijke rol spelen in de economie, zo bleven bedrijven in het militair-industrieel complex en nutsbedrijven veelal volledig in staatshanden.
De plotselinge overgang van communisme naar kapitalisme leidde tot ‘kapitalisme op zijn rauwst’, waarbij mensen met de juiste connecties snel rijk werden en de overgrote meerderheid verarmde. De 'nieuwe rijken' zijn vaak dezelfde bestuurspersonen die in de laatste jaren van het communisme nog 'trouwe' partijleden waren en in 'naam van de communistische partij' de touwtjes op lokaal en hoger niveau in handen hadden. Uit aard van hun functie wisten deze snel de bakens te verzetten en hun weg te vinden in de gewijzigde omstandigheden, vooral via allerlei connecties die ze altijd al hadden. Criminele organisaties domineerden het leven en wetten werden niet of nauwelijks gehandhaafd.
| Jaar | Reële economische groei | BBP (1989=100) | Inflatie | Prijsontwikkeling cumulatief (1990=100 roebel) |
| ---- | ----------------------- | -------------- | -------- | ---------------------------------------------- |
| 1989 |                         | 100            |          |                                                |
| 1990 | −3,8%                   | 96             |          | 100                                            |
| 1991 | −5,0%                   | 92             | 260%     | 260                                            |
| 1992 | −14,5%                  | 80             | 2610%    | 6.786                                          |
| 1993 | −8,7%                   | 74             | 940%     | 63.788                                         |
| 1994 | −12,7%                  | 65             | 320%     | 204.123                                        |
| 1995 | −4,1%                   | 63             | 230%     | 469.483                                        |
| 1996 | −3,4%                   | 61             | 122%     | 572.769                                        |
| 1997 | 0,9%                    | 61             | 111%     | 635.773                                        |
| 1998 | −4,9%                   | 58             | 184%     | 1.169.823                                      |
| 1999 | 3,2%                    | 60             | 137%     | 1.602.658                                      |
| 2000 | 7,7%                    | 65             | 120%     | 1.923.189                                      |

Door de vermindering van de staatsbemoeienis op buitenlandse handel grepen veel mensen hun kans. Zij kochten bijvoorbeeld diamant, olie en andere grondstoffen voor roebels op de nog wel gecontroleerde en dus goedkope binnenlandse markt. Vervolgens verkochten ze deze voor de werkelijke prijs op de buitenlandse markt. De opbrengst bleef vaak buiten Rusland en dit resulteerde in een enorme kapitaalvlucht. Met de opbrengst werden ook grote staatsbedrijven opgekocht voor een fractie van de werkelijke waarde. Het is een van de verklaringen voor de snelle rijkdom van sommige Russen, die in populair taalgebruik ook wel worden aangeduid als "oligarchen". Belasting werd op grote schaal ontdoken en de overheid miste inkomsten om het beleid in de juiste banen te leiden of zelfs om salarissen van de ambtenaren, soldaten en agenten te betalen. In 1998 was het bruto binnenlands product van Rusland met zo'n 40% gedaald ten zichtte van 1989.
President Vladimir Poetin, ook voortgekomen uit deze kringen, probeerde sindsdien wel de snelle rijkdom van enkelen te belemmeren. De arrestatie en veroordeling van oliemagnaat en miljardair Michail Chodorkovski in 2005 is daarvan een goed voorbeeld. Chodorkovski had kritiek op Poetin en steunde liberale partijen. Overigens was die rechtszaak, vooral in het buitenland, zwaar omstreden. Poetin probeerde echter niet alleen via de rechter de oligarchen aan te pakken. Een opvallend verschijnsel is zijn poging ze aan te stellen als gouverneurs van arme gebieden, zoals Roman Abramovitsj in Tsjoekotka. Poetin hoopt dat ze hun geld zullen investeren in deze gebieden.
Rusland heeft zich vrij snel hersteld van de Roebelcrisis van 1998, die volgde op de Aziatische financiële crisis van een jaar eerder. Nadien groeide de economie enige tijd jaarlijks met gemiddeld 6,5%. Het land werd daarbij geholpen door onder meer een sterke stijging van de olieprijs. Aardolie en aardgas werden zeer belangrijke exportproducten van Rusland, maar ook de binnenlandse bestedingen namen toe. Nog niet alle Russen profiteerden van de economische groei in de eerste jaren na 1998, maar grote groepen beschikten over meer geld dan enkele jaren daarvoor. Al met al deed dat het vertrouwen in Rusland toenemen en waren meer buitenlandse bedrijven erin geïnteresseerd om in het land te investeren.
Op 3 januari 1992 meldde Rusland zich aan voor een volwaardig lidmaatschap bij het Internationaal Monetair Fonds (IMF). In de zomer van 1991 had de voormalige Sovjet-Unie zich ook al aangemeld, maar het IMF wilde hier niet helemaal in meegaan waardoor de Sovjet-Unie de aanvraag introk. In april 1992 trad Rusland toe tot het IMF.
In 2012 werd Rusland het 156e land dat toetrad tot de Wereldhandelsorganisatie (WTO). In juni 1993 had Rusland zich al aangemeld maar het duurde bijna 10 jaar voordat alle onderhandelingen afgerond waren en er een pakket van afspraken lag voor toetreding.
Er zijn internationale sancties tegen Rusland ingesteld wegens de Russische invasie van Oekraïne in 2022 (en ook al sinds 2014 in de aanloop ervan). Verder hebben diverse buitenlandse bedrijven de activiteiten in Rusland stilgelegd. Voor zover het gaat om bedrijven die voor meer dan 25 procent in handen zijn van (rechts)personen uit de zogenoemde ‘onvriendelijke naties’ kunnen deze onder curatele worden gesteld. Om dat te voorkomen, moeten ze hun activiteiten in Rusland met spoed hervatten of hun aandelen verkopen. Door de sterke stijging van de gasprijzen zal Rusland, ondanks de sancties in 2022 zijn uitvoer sterk zien stijgen. 

## Algemeen overzicht
In onderstaande tabel staan enkele belangrijke economische gegevens van het land sinds 2007. De negatieve effecten van de kredietcrisis zijn zichtbaar in de daling van de economie in 2009, maar sindsdien is een herstel opgetreden. Het belangrijkste exportproduct van Rusland is energie, olie en aardgas, met een aandeel van twee derde in de totale exportopbrengsten. Fluctuaties in de export zijn vooral het gevolg van veranderingen van de olieprijs op de wereldmarkt. De import blijft hierop achter en het land laat een overschot zien op de lopende rekening. Deze overschotten komen ook tot uiting in de internationale reserves van het land, die meer dan US$ 500 miljard bedroegen per jaareinde 2013. De Russische overheid profiteert veel van olie- en gasopbrengsten en ruim een kwart van de overheidsinkomsten zijn energie gerelateerd. De hoge inflatie in en rond 2008 en in 2015 was voornamelijk het effect van een waardevermindering van de Russische roebel. In 2020 was het Russische bbp bijna US$ 1500 miljard en dit was vergelijkbaar met de som van de Benelux landen. 
| Jaar | Nominaal bbp (× RUB miljarden) | Nominaal bbp (× US$ miljarden) | Nominaal bbp per hoofd (× US$) | Reële groei bbp | Inflatie | Lopende rekening (in % bbp) | Saldo Overheids- budget (in % bbp) | Werkloosheid (in % beroeps- bevolking) |
| ---- | ------------------------------ | ------------------------------ | ------------------------------ | --------------- | -------- | --------------------------- | ---------------------------------- | -------------------------------------- |
| 1995 | 1.535                          | 337                            | 2.271                          | -               | -        | -                           | -                                  | 9,4%                                   |
| 2000 | 7.849                          | 279                            | 1.906                          | -               | -        | -                           | -                                  | 10,6%                                  |
| 2005 | 23.219                         | 821                            | 5.714                          | -               | -        | -                           | -                                  | 7,2%                                   |
| 2007 | 35.723                         | 1386                           | 9.755                          | 8,5%            | 9,0%     | 5,9%                        | 6,8%                               | 6,1%                                   |
| 2008 | 44.350                         | 1772                           | 12.472                         | 5,2%            | 14,1%    | 6,2%                        | 4,3%                               | 6,4%                                   |
| 2009 | 41.697                         | 1304                           | 9.181                          | −7,8%           | 11,6%    | 4,1%                        | −6,3%                              | 8,4%                                   |
| 2010 | 49.757                         | 1627                           | 11.445                         | 4,5%            | 6,8%     | 4,4%                        | −3,4%                              | 7,3%                                   |
| 2011 | 59.698                         | 2032                           | 14.320                         | 4,3%            | 8,4%     | 5,1%                        | 1,5%                               | 6,5%                                   |
| 2012 | 66.927                         | 2172                           | 15.411                         | 3,5%            | 5,1%     | 3,5%                        | 0,4%                               | 5,5%                                   |
| 2013 | 71.017                         | 2232                           | 15.997                         | 1,3%            | 6,8%     | 1,6%                        | −1,2%                              | 5,5%                                   |
| 2014 | 79.199                         | 2064                           | 14.355                         | 0,7%            | 7,8%     | 2,8%                        | −0,7%                              | 5,2%                                   |
| 2015 | 83.087                         | 1356                           | 9.258                          | −1,9%           | 15,5%    | 5,0%                        | −3,4%                              | 5,6%                                   |
| 2016 | 86.616                         | 1281                           | 8.724                          | 0,2%            | 7,0%     | 1,9%                        | −3,7%                              | 5,5%                                   |
| 2017 | 91.843                         | 1575                           | 10.724                         | 1,8%            | 3,7%     | 2,0%                        | −1,5%                              | 5,2%                                   |
| 2018 | 103.862                        | 1653                           | 11.262                         | 2,8%            | 2,9%     | 7,0%                        | 2,9%                               | 4,8%                                   |
| 2019 | 109.608                        | 1696                           | 11.465                         | 2,2%            | 4,5%     | 3,9%                        | 1,9%                               | 4,6%                                   |
| 2020 | 107.658                        | 1488                           | 10.075                         | −2,7%           | 3,4%     | 2,4%                        | −4,0%                              | 5,8%                                   |
| 2021 | 134.727                        | 1829                           | 12.423                         | 5,9%            | 6,7%     | 6,8%                        | 0,8%                               | 4,8%                                   |
| 2022 | 156.941                        | 2296                           | 15.646                         | −1,4%           | 13,8%    | 10,4%                       | −1,6%                              | 4,0%                                   |
| 2023 | 176.414                        | 2060                           | 14.079                         | 4,1%            | 5,9%     | 2,4%                        | −2,5%                              | 3,2%                                   |
| 2024 | 200.040                        | 2161                           | 14.795                         | 4,1%            | 8,4%     | 2,9%                        | −2,2%                              | 2,5%                                   |

## Primaire sector

### Landbouw, visserij en bosbouw
Circa 32% van het Russische grondgebied kan voor de landbouw gebruikt worden, want een groot gedeelte van de grond is permanent bevroren, geërodeerd of vervuild. De meeste landbouw concentreert zich daarom in het zuiden en ten westen van de Oeral. Ondanks de stijgende groei van de productie, met name graan, kan de landbouwsector niet aan de binnenlandse vraag voldoen, en is invoer noodzakelijk. In 2012 waren ruim 6,4 miljoen mensen actief in de landbouw, visserij en bosbouw. Dit is ongeveer 9,7% van de beroepsbevolking en zij leverden een bijdrage van 4% aan het bruto binnenlands product. Voor het jaar 2000 waren de vergelijkbare cijfers 13% en 6%. Rusland verwacht dat de klimaatverandering positief zal uitpakken en dat de oppervlakte landbouwgrond zal stijgen.
De situatie in de landbouw na het uiteenvallen van de Sovjet-Unie in 1991 was zeer problematisch. De opbrengsten daalden, voedsel was schaars en werd zelfs op vele plaatsen gerantsoeneerd. De situatie was dermate zorgelijk dat het machtige land in grote mate afhankelijk was van voedselimport. De regering stemde in met een ingrijpend plan van agrarische hervorming, waarin de voormalige staatsbedrijven moesten veranderen in individuele particuliere bedrijven, vennootschappen of echte coöperaties. Door tegemoet te komen aan de wensen en belangen van de plattelandsbevolking hoopte men het voormalige communistische landbouwsysteem snel te veranderen. En hoewel alle staats- en collectieve bedrijven in theorie gedecollectiviseerd waren, bleven de ca. 250.000 coöperatieve landbouwbedrijven grotendeels afhankelijk van de staat. De productie van vlees, eieren en melk nam toe, ondanks een afname van de veestapel. Het streven was om zelfvoorzienend te worden in al deze producten.
De visserij, ondanks een sterke achteruitgang sinds de jaren tachtig, vormt nog steeds een belangrijke economische sector. Rusland levert circa 25% van de wereldproductie aan verse en diepgevroren vis en circa 30% van visconserven. Kamtsjatka is belangrijk voor de visindustrie. De visconsumptie per hoofd van de bevolking in Rusland is ongeveer 23 kg per jaar. De vissersvloot omvat circa 2500 vaartuigen.
Het land beschikt over de grootste wouden (770 miljoen hectare; 45% van het oppervlak) van de wereld, maar de houtwinning geschiedt nog altijd zeer inefficiënt. In Siberië hebben Japan en Zuid-Korea concessies voor houtkap gekregen.

### Mijnbouw en energie
Het enorme Rusland bezit enorme energiereserves en andere waardevolle delfstoffenvoorraden. Deze enorme voorraden hebben Rusland tot een van de grootste producenten en exporteurs ter wereld gemaakt. Rusland beschikt over de grootste gasreserves ter wereld (twee keer zoveel als Iran), over de op een na grootste steenkoolreserves en neemt de achtste plaats in op het gebied van oliereserves.
| Bedrijf          | 2005 (×miljoen ton) | 2005 (aandeel in totaal) | 2010 (×miljoen ton) | 2010 (aandeel in totaal) | 2015 (×miljoen ton) | 2015 (aandeel in totaal) | 2020 (×miljoen ton) | 2020 (aandeel in totaal) |
| ---------------- | ------------------- | ------------------------ | ------------------- | ------------------------ | ------------------- | ------------------------ | ------------------- | ------------------------ |
| Rosneft          | 74,4                | 16%                      | 112,4               | 22%                      | 189,2               | 35%                      | 203,0               | 40%                      |
| LUKoil           | 87,8                | 19%                      | 90,1                | 18%                      | 85,7                | 16%                      | 73,1                | 14%                      |
| TNK-BP           | 75,4                | 16%                      | 72,0                | 14%                      |                     |                          |                     |                          |
| Soergoetneftegaz | 63,9                | 14%                      | 59,6                | 12%                      | 61,6                | 12%                      | 54,3                | 11%                      |
| Gazprom neft     | 33,0                | 7%                       | 29,8                | 6%                       | 34,3                | 6%                       | 56,8                | 11%                      |
| Yukos            | 24,5                | 5%                       |                     |                          |                     |                          |                     |                          |
| Tatneft          | 25,3                | 5%                       | 26,1                | 5%                       | 27,2                | 5%                       | 25,2                | 5%                       |
| Basjneft         | 11,9                | 3%                       | 14,1                | 3%                       | 19,9                | 4%                       |                     |                          |
| Slavneft         | 24,2                | 5%                       | 18,4                | 4%                       | 15,5                | 3%                       |                     |                          |
| Russneft         | 12,2                | 3%                       | 12,9                | 3%                       | 7,4                 | 1%                       |                     |                          |
| Overige          | 37,4                | 8%                       | 76,5                | 15%                      | 93,0                | 17%                      | 100,3               | 20%                      |
| Totaal           | 469,9               | 100%                     | 511,9               | 100%                     | 533,8               | 100%                     | 512,8               | 100%                     |

Tot de grootste gas- en oliebedrijven behoren Gazprom, Rosneft en LUKoil. De olie- en gasexporten vormen een aanzienlijk deel van de Russische handelsbalans en hebben er onder andere voor gezorgd dat Rusland zijn staatsschuld versneld kan afbetalen. In West-Siberië worden in de nabije toekomst een aantal nieuwe gasvelden en olievelden in gebruik genomen en wordt uit oudere velden met behulp van nieuwe technieken geboord naar eerder onbereikbare lagen. Voor een betere aansluiting van West-Siberië op Europees Rusland en de toekomstige exploitatie van de delfstoffen van de Subarctische Oeral is het megaproject Industriële Oeral - Arctische Oeral opgezet. Gazprom is bezig met het aanleggen van vele nieuwe gasleidingen, met name in Oost-Siberië en het Russische Verre Oosten voor de Chinese markt. In het Verre Oosten wordt sinds de jaren 90 gewerkt aan een zestal megaprojecten rond het eiland Sachalin voor de olie- en gaswinning, waarvan momenteel Sachalin-1 en Sachalin-2 de belangrijkste zijn. Voor Sachalin-2 is de grootste installatie voor vloeibaar gas ter wereld geopend. Tevens is dit het grootste buitenlandse investeringsproject in Rusland.
De grootste voorraden delfstoffen bevinden zich in het noordwesten (Kola), het Russische Verre Oosten, Siberië en in de Oeral. De belangrijkste delfstoffen zijn ijzererts en steenkool (Koezbassbekken en regio Altai), bauxiet (republiek Komi), aardgas en aardolie (bijvoorbeeld Oerengojgasveld, Jamburggasveld en de gasvelden op het schiereiland Jamal in West-Siberië), kolen (10% van ’s werelds steenkolenproductie), uranium, goud, chroom, zilver, platina, diamant, nikkel, kobalt, magnesium, mangaan, lood en wolfraam. Veel van deze delfstoffen voldoen helaas niet aan de westerse kwaliteitsnormen, alleen de nikkel- en aluminiumsector voldoen hieraan. De belangrijkste exportproducten in de mijnbouw zijn aluminium, nikkel, koper en ijzer.
De Russische mineralenmarkt is in handen van een klein aantal megabedrijven, die vaak een groot deel van de wereldproductie in handen hebben, zoals:
- ALROSA: 25% van de wereldproductie aan diamanten
- Nornikel: 20% van de wereldproductie aan nikkel; 40% palladium; 10% platina; 5% kobalt en 2% koper (cijfers 2017)
- RUSAL: 6% van de wereldproductie aan aluinaarde en aluminium

Rusland beschikte begin 21e eeuw over meer dan 400 thermische en waterkrachtcentrales en 10 - vaak verouderde -  kernenergiecentrales, die op twee na allemaal in het Europese deel van Rusland lagen. Alle kernenergiecentrales zijn in handen van Rosenergoatom en dit bedrijf leverde ongeveer een vijfde van alle elektriciteit in 2018. De waterkracht van de grote rivieren, zoals de Wolga en de Angara, wordt benut door een aantal van de grootste waterkrachtcentrales ter wereld. RusHydro is de grootste producent van elektriciteit met waterkracht in het land.
In 2014 was de energieproductie 1300 Mtoe grotendeels afkomstig van ruwe olie en aardgas (81%) en kolen (14%), kernenergie droeg 3% bij en waterkracht 1%. (1 Mtoe = 11,63 TWh, miljard kilowattuur.) Dat was veel meer dan nodig voor de energievoorziening, het  TPES (total primary energy supply): 711 Mtoe. Het land exporteerde 570 Mtoe fossiele brandstof meer dan het importeerde.
Bij energieconversie, vooral voor elektriciteit en warmte productie, ging 275 Mtoe verloren. 76 Mtoe werd gebruikt voor niet-energetische producten zoals smeermiddelen, asfalt en petrochemische producten. Voor eindgebruikers resteerde 378 Mtoe waarvan 63 Mtoe (732 TWh) elektriciteit en 109 Mtoe warmtedistributie. De uitstoot van koolstofdioxide was 1470 Mton, dat is 10 ton per persoon, veel meer dan het wereldgemiddelde 4,5 ton per persoon.

## Secondaire sector

### Industrieën
De industriële capaciteit van de vroegere Sovjet-Unie was zeer onevenwichtig, want vooral gericht op de winning van ruwe delfstoffen, de productie van staal en van wapens. Het fabriceren van consumptiegoederen stond duidelijk op het tweede plan. Tijdens de heerschappij van Gorbatsjov werd begonnen met het ombouwen van de militaire industrie tot een consumentenindustrie. Deze revolutionaire wending werd ten tijde van de Russische Federatie nog versneld.
De industrie bood in 2000 werk aan 30% van de beroepsbevolking en leverde 38% van het BBP; in 1990 was dat nog bijna 50%. De voornaamste industriegebieden liggen rond Moskou en Nizjni Novgorod en het Oeralgebied rond Jekaterinenburg, Tsjeljabinsk en Magnitogorsk.

### Machine-industrie
Na het uiteenvallen van de Sovjet-Unie viel de productie van machines in de machine-industrie ver terug. De laatste jaren groeit deze sector weer door de toenemende vraag naar machines. De binnenlandse productie kan de vraag echter niet aan en heeft vaak bovendien sterk verouderde modellen en daarom worden veel machines geïmporteerd. Een andere reden om machines in het buitenland te kopen is het relatief lage kwaliteitsniveau van de eigen machines. De import van machines bedroeg in 2003 16,9 miljard dollar. Toch exporteert Rusland ook machines en installaties, in 2004 voor 2,4 miljard dollar.

### Auto-industrie
De Russische auto-industrie stond in 2017 wereldwijd op de 15e plaats gerekend naar productie. In dat jaar werden 1,35 miljoen personen- en 200.000 bedrijfswagen gemaakt. In 2000 lag de productie nog op ca. 1,2 miljoen voertuigen en in 2010 was dit naar 1,4 miljoen gestegen. In 2013 waren er 317 voertuigen per 1000 Russen.
Om de afzet en productie voor de meeste Russische autoproducenten te verhogen, lijken joint ventures met buitenlandse ondernemingen de beste oplossing. Zo hebben Ford, Renault, Daewoo, Fiat en Škoda de Russische markt al betreden; anderen zullen snel volgen is de verwachting. De grootste binnenlandse producent van personenauto’s is AvtoVaz. Deze in Toljatti gevestigde onderneming maakt circa 70% van alle Russische auto's. Andere grote autoproducenten zijn GAZ, Moskvitch en de vrachtwagenproducenten UAZ en Kamaz. Onderdelenfabrieken bevinden zich meestal in de buurt van autofabrieken of maken deel uit van het bedrijf zelf.

### Chemische industrie
De laatste jaren maakt de chemische industrie een behoorlijke groei door. De oorzaak is een toenemende vraag in zowel het binnen- als het buitenland. De belangrijkste producten zijn basischemicaliën, maar ook kunstgarens, synthetisch rubber, glasvezel, verf, vernis en eindproducten voor de landbouw-, transport-, gezondheids- en bouwsector. De interne markt voor polymeren, met name polyethyleen en pvc en polypropyleen, is nieuw voor Rusland, maar wel zeer veelbelovend. De afzet van al deze producten zal vooral in eigen land moeten gebeuren. In 2003 bedroeg de export van chemische producten 6,5 miljard dollar.

### Voedings- en genotmiddelenindustrie
Dit is een van de snelst groeiende sectoren van de Russische economie in de afgelopen jaren met een waarde van 50-60 miljard dollar. Groeisectoren zijn zoetwaren, vruchtensappen (2004: 1 miljard liter), bier en tabak. De vraag naar wodka daalt behoorlijk, terwijl de eerder sterk gedaalde wijnconsumptie nu jaarlijks met 30% stijgt. Dit mede door de ontwikkelingen in de wijnbouw in Rusland. De markt voor fastfood steeg in de jaren 2000-2004 met 8%. McDonald's opende in 2004 haar 109e vestiging in Rusland.

### Milieu
Bij al deze economische activiteit raakte de aandacht voor het milieu ondergesneeuwd. De olie- en gaswinning heeft – vooral in Siberië – geleid tot totale verwoesting en vervuiling. In veel Russische steden heeft de concentratie van schadelijke stoffen in de lucht een waarde bereikt die de westerse normen vele malen overtreft. Toch lagen de waarden rond 2000 in veel steden nog onder die van 1990, om de simpele reden dat de industrie nog steeds niet op volle capaciteit draaide door gebrek aan orders. Ook het drinkwater is vaak sterk verontreinigd.
De zorg voor het milieu heeft geen gelijke tred gehouden met de groei van de mijnbouw- en hoogovenindustrie. Vooral in de Oeral en in Siberië is het landschap op sommige plekken totaal verwoest en vervuild. Zo zitten in het huidige aardgasnet (370.000 km) verschillende breuken en scheuren, waardoor rivieren en bodem worden vervuild. Volgens sommige schattingen verdwijnt zelfs 9% van al het getransporteerde aardolie en aardgas uit de pijpleidingen.
In veel Russische steden heeft de concentratie van schadelijke stoffen in de lucht een waarde bereikt die de westerse normen vele malen overtreft. Ook het drinkwater is in vele steden sterk verontreinigd. De gigantische stuwdammen in de Wolga, Dnepr, Dnestr, Don en Koeban bedreigen het ecologisch evenwicht in deze regio’s.
Rusland heeft het Kyoto-protocol ondertekend en in oktober 2004 geratificeerd. Dit betekent onder meer dat de uitstoot van koolstofdioxide (CO2) binnen tien jaar teruggebracht moet worden tot het niveau van 1990. In 2010 zat Rusland nog 34% onder het niveau van 1990 doordat de industriële productie instortte in de jaren 90 en nog lang niet weer op het niveau van 1990 zit. In 2012 besloot Rusland niet langer deel te nemen aan de Kyoto-afspraken voor verdere reducties na december 2012.

## Tertiaire sector

### Bankwezen
De Centrale Bank van Rusland werd in 1991 opgericht. De belangrijkste taken zijn een monetair beleid te voeren dat leidt tot een lage inflatie, de uitgifte van voldoende bankbiljetten en munten, de wisselkoers van de roebel te stabiliseren en toezicht te houden op alle financiële partijen zoals banken, verzekeringsmaatschappijen, pensioenfondsen en effectenbeurzen. De centrale bank opereert onafhankelijk van de Russische overheid. Het bankwezen in Rusland is goed ontwikkeld. De overheid speelt een grote rol, er zijn een paar staatsbanken, maar door hun omvang hebben zij meer dan 50% van al het spaargeld en leningen op hun balans staan. Sberbank is veruit de grootst bank van Rusland en de overheid heeft hierin een, indirect, belang van iets meer dan 50%. De centrale bank voert al jaren een beleid om kleine en middelgrote private banken te weren en hun aantal is in de periode 2009 tot en met 2017 ruimschoots gehalveerd. Tussen 2010 en 2017 nam het aantal bankkantoren in het land af van 37.800 af tot 33.300, die van Sberbank daalden van 19.100 naar 14.600. De netto rente-opbrengsten zijn veruit de belangrijkste bron van inkomsten mede door de hoge rentemarges. In Rusland lag de netto rentemarge tot 2014 rond de 5% en deze is gedaald naar 4% tussen 2015 en 2017, maar dit is nog altijd fors hoger in vergelijking tot Nederland en België.

### Transport
Het Russische wegennet heeft een totale lengte van ruim 920.000 km. De belangrijkste wegen verbinden Moskou en Sint-Petersburg met steden als Minsk, Nizjni Novgorod, Jaroslavl, Simferopol en Samara. Voor de modernisering van het wegennet stelde de Russische regering een programma op dat in twee fasen uitgevoerd moest worden. De daadwerkelijke uitvoering zou in 2006 beginnen. Een belangrijke nieuwe weg zou de Noordelijke Oost-Westverbinding moeten gaan vormen, die de aardolie en aardgasvelden van oblast Tjoemen met Europees Rusland moest verbinden. De slechte gesteldheid van het wegennet was er de oorzaak van dat nog geen 10% van het totale goederenvervoer over de weg ging.
De totale lengte van het spoorwegnet bedroeg 150.000 km, waarvan 86.300 km wordt gebruikt voor personentreinen; de overige lijnen zijn voor industrieel transport. De Russische spoorwegen namen meer dan 90% van het nationale vrachtvervoer voor hun rekening. De trans-Siberische spoorlijn verbindt Moskou met Vladivostok aan de Japanse Zee. De belangrijkste lijnen in de Oeral en in West-Siberië zijn geëlektrificeerd. De tweede, economisch zeer belangrijke, grote spoorweg door Siberië, de Baikal-Amoerspoorweg (BAM), verbindt Tajsjet met Komsomolsk aan de Amoer.
De waterwegen hebben een totale lengte van 106.000 km. De drukst bevaren rivieren zijn de Wolga, de Don, de Ob, de Lena en de Amoer. Rusland wilde vanaf 2007 ook schepen die onder een buitenlandse vlag voeren, toelaten op de Russische binnenwateren. In 2019 werd zo'n 840 miljoen ton overgeslagen in de zeehavens, waarvan de helft olie en olieproducten, 20% steenkool en 5% graan. Het aandeel van de containeroverslag was 7%, waarbij Sint-Petersburg veruit de belangrijkste containerhaven is. De grootste zeehaven was Novorossiejsk gevolgd door Oest-Loega, Vostotsjny en Primorsk. Rusland telt in totaal 43 zeehavens. Meer dan 70% van alle Russisch-Europese vrachten wordt via de havens aan de Finse Golf verwerkt.
Rusland heeft een uitgebreid netwerk van pijplijnen voor het transport van aardgas, olie en olieproducten. De netwerken zijn in handen van staatsbedrijven, voor aardgas is dit de monopolist Gazprom en Transneft voor olie. Het hoofdleidingennet van Gazprom heeft een lengte van 175.000 kilometer. In 2019 had het netwerk van Transneft een totale lengte van 67.000 kilometer waarvan 51.000 kilometer bestemd voor ruwe olie. Het vervoerde zo'n 485 miljoen ton olie in dat jaar. Alle exportpijplijnen zijn in handen van Gazprom en Transneft.
Het Russische grondgebied wordt door een dicht net van vliegroutes bedekt. Centrum voor het nationale en internationale luchtverkeer is Moskou met vier luchthavens, waarvan Domodedovo het grootste en meest moderne is. Sjeremetjevo, de oude Sovjet-luchthaven, is door perikelen rond Aeroflot, het uitblijven van verbeterde voorzieningen en snellere doorstroming en zijn ongunstige ligging een aantal belangrijke luchtvaartmaatschappijen kwijtgeraakt aan Domededovo. Onder andere Sint-Petersburg, Omsk, Jekaterinenburg en Vladivostok hebben eveneens internationale luchthavens. In totaal telt Rusland meer dan 500 luchthavens. De grootste luchtvaartmaatschappij is Aeroflot, waarvan 51% nog in handen van de Russische staat is. Verder zijn er nog zo’n 200 andere vliegmaatschappijen, die vaak niet meer dan enkele vliegtuigen bezitten.

### Toerisme
Toerisme is een groeimarkt in Rusland. Vooral het Europese deel heeft veel potentieel: natuurschoon, historie en culturele rijkdommen. Maar er moet nog veel gebeuren om toeristen daar ten volle van te laten profiteren. Zo is het aantal hotels in de middenklasse bij lange na niet toereikend en moet er ook nog gewerkt worden aan serviceverlening naar westerse maatstaven.
De Wereldorganisatie voor toerisme verwacht dat het toerisme naar Rusland elk jaar met 10% zal groeien. In 2003 kreeg Rusland ruim 22 miljoen buitenlandse toeristen op bezoek. Ongeveer eenzelfde aantal Russen ging naar het buitenland. Alleen, Russen geven in het buitenland meer uit dan de buitenlanders in Rusland. Het netto resultaat voor de economie is dus negatief.
De grote trekpleisters van Rusland zijn Sint-Petersburg en Moskou. Dat was in de Sovjet-tijd niet anders en toen waren het zelfs de enige steden die relatief gemakkelijk te bezoeken waren. Een treinreis met de Trans-Siberische spoorlijn was ook mogelijk, maar uitstappen onderweg niet. Dat is nu geen probleem meer, dus steden als Nizjni Novgorod (Gorki), Omsk, Novosibirsk, Irkoetsk, Chabarovsk en Vladivostok zijn gemakkelijk te bezoeken.
Verder ontdekken toeristen de stadjes van de Gouden Ring van Rusland. Die wordt zo genoemd vanwege de vele met goud bedekte kerkkoepels. Ook de Oeral komt op als vakantiegebied.
Sotsji aan de kust van de Zwarte Zee was al een populaire bestemming voor Sovjetleiders. Nu kunnen ook gewone Russen en buitenlandse toeristen zich vermaken in deze badplaats. Verder is onder andere de ex-pionierszomervakantieplaats Anapa in trek bij vooral Russische families, maar biedt minder comfort.

## Buitenlandse handel
De belangrijkste exportproducten van Rusland zijn aardolie, aardgas, steenkool, elektriciteit, ertsen, hout en houtproducten. Dat de landbouw nog steeds niet op orde is blijkt uit de noodzaak om veel voedselproducten te importeren.
Toen de Russische Federatie onafhankelijk werd, was de buitenlandse handel vooral in handen van staatsorganisaties en -bedrijven. De handel werd geliberaliseerd, maar de centrale overheid wilde grip houden op het grootste deel van de inkomsten die door de aardolie-, aardgas- en bosbouwsectoren werden opgebracht. Op een aantal grondstoffen zijn exportheffingen van toepassing, zodat er een deel voor binnenlands gebruik wordt behouden.
De buitenlandse handel van Rusland is sinds 2000 sterk gestegen. In 2000 werd voor US$ 103 miljard geëxporteerd en voor US$ 34 miljard geïmporteerd, maar in 2013 was de waarde van de export ruimschoots vervijfvoudigd naar US$ 526 miljard en de import bijna vertienvoudigd tot US$ 318 miljard. In 2015 daalde de export fors vooral als een gevolg van de halvering van de olieprijs. Rusland werd ook met economische strafmaatregelen geconfronteerd na de annexatie van de Krim waardoor ook de import een forse terugval liet zien. Rusland heeft structureel een overschot op de handelsbalans.
De belangrijkste exportmarkt van Rusland in 2013 was Nederland. Nederland importeerde US$ 70 miljard aan goederen. Italië volgde op de tweede plaats met US$ 39 miljard en dan, met een paar miljard dollar verschil, Duitsland en de Volksrepubliek China. Uit China worden de meeste goederen geïmporteerd. In 2013 was dit zo’n US$ 53 miljard of ongeveer 20% van het totaal. In 2000 was het Chinese aandeel nog geen 5% in de totale Russische importen. Duitsland staat met US$ 38 miljard in 2013 op de tweede plaats. Nederland exporteerde goederen met een totale waarde van ongeveer US$ 6 miljard naar Rusland. Voor België ligt de import uit Rusland op zo’n US$ 7 miljard en de export op US$ 4 miljard.
Het belangrijkste exportproduct zijn olie- en aardgas met een aandeel van meer dan 70% in 2013. Verder worden veel metalen en chemicaliën uitgevoerd. De export van hoogwaardige producten, anders dan grondstoffen, is minimaal. In 2013 werd voor US$ 16 miljard aan agrarische producten uitgevoerd en voor US$ 43 miljard ingevoerd hetgeen aangeeft dat Rusland niet de eigen bevolking kan voeden. Kapitaalgoederen als machines en transportmiddelen hebben een aandeel van 50% in de totale Russische invoer.
| Jaar | Export          | waarvan mineralen | Import          |
| Jaar | (× US$ miljoen) | (× US$ miljoen)   | (× US$ miljoen) |
| ---- | --------------- | ----------------- | --------------- |
| 2000 | 103,1           | 55,5              | 33,9            |
| 2005 | 241,5           | 156,0             | 98,7            |
| 2010 | 397,1           | 272,0             | 228,9           |
| 2011 | 516,7           | -                 | 305,8           |
| 2012 | 524,7           | 374               | 317,2           |
| 2013 | 526,0           | 376               | 317,8           |
| 2014 | 497,4           | 350               | 287,1           |
| 2015 | 343,5           | 219               | 182,7           |
| 2016 | 285,5           | 169               | 182,3           |
| 2017 | 357,1           |                   | 227,0           |
| 2018 | 449,3           |                   | 238,2           |
| 2019 | 422,8           |                   | 243,8           |
| 2020 | 337,1           |                   | 231,7           |
| 2021 | 492,3           |                   | 293,5           |

#### Handel met Nederland
Nederland is een belangrijke handelspartner van Rusland. In 2013 was de Nederlandse goedereninvoer uit Rusland zo'n 20,6 miljard euro en de export naar Rusland was 6,8 miljard euro. De import bestaat bijna volledig uit minerale brandstoffen, maar veel van de olie uit Rusland wordt direct na aankomst in Nederland weer naar andere buitenlandse markten geëxporteerd. Rusland is al sinds 2004 de belangrijkste olieleverancier van Nederland. Tot en met 2010 leverde Rusland zelfs meer ruwe olie aan Nederland dan de hele OPEC samen. Ongeveer 4000 Nederlandse bedrijven exporteren naar Rusland. In 2021 was dit beeld weinig veranderd. Er werd van januari tot en met november 2021 voor 16,9 miljard euro ingevoerd, waarvan 14,8 miljard aan olie en olieproducten. De export was zo'n 6,0 miljard, bestaande uit gespecialiseerde machines en machineonderdelen, chemische producten en ook voedingsmiddelen als groenten en fruit. In 2020 was Nederland na de Volksrepubliek China de belangrijkste exportmarkt voor Rusland, voor de import staat Nederland op de 13e plaats. Voor Nederland maakte de export naar Rusland zo'n 1,5% uit van de totale export.

### Handel met Vlaanderen
Vlaanderen voerde in 2021 voor vier miljard euro uit naar Rusland (ca. 1% van de totale Vlaamse uitvoer), en voerde 6,7 miljard euro in (1,8% van de totaalinvoer). Rusland staat daarmee niet in de top-tien van belangrijkste in- of uitvoerlanden. Uitvoer bleef stabiel sinds 2017, de invoer daalde: van 8,4 miljard euro in 2017, naar 5 miljard in 2020 en 6,7 miljard in 2021. Bijna de helft van de invoer bestaat uit aardgas en een vierde uit edelmetalen. De uitvoer bestaat uit farmaceutische producten (meer dan 1/4) en kunststoffen (10%). De stijgende gasprijzen na de Russische invasie van Oekraïne in 2022 leiden wellicht tot een invoer van meer dan 10 miljard euro in 2022.